# Talas Alatau
La cordillera de Talas Ala-Too o Alataw en kirguís: Талас Ала-Тоосу, romanizado: Talas Ala-Toosu ; en kazajo: Талас Алатауы, romanizado: Talas Alataýy ) es la cordillera de las montañas Tian Shan que forman la frontera sur y este de la región de Talas de Kirguistán . Su extremo occidental se extiende hasta Kazajistán, y su extremo suroeste se une a las montañas Pskem y la cordillera Ugam de Uzbekistán. Su extremo oriental se une a las montañas Kirgiz Alatau . Al norte está el valle del río Talas y, al sur, la región de Jalal-Abad . El punto más alto es el monte Manas (4 484 m) cerca de la frontera con Uzbekistán. Hay cuatro pasos principales a lo largo de la cordillera. El paso Ötmök (cerrado en invierno) es la entrada de la carretera desde el este. La carretera principal de Biskek a Osh entra desde el este por el paso de Ala-Bel, pasa por la Reserva Zoológica Estatal de Chychkan y luego gira hacia el sur por otro paso hacia la provincia de Jalal-Abad. El paso de Kara-Buura (carretera) y el paso de Terek (sin carretera principal) conducen al sur hacia las provincias de Jalal-Abad.